# Leucopsarion petersii
Leucopsarion petersii és una espècie de peix de la família dels gòbids i de l'ordre dels perciformes.

## Hàbitat
És un peix de clima subtropical i demersal.

## Distribució geogràfica
Es troba a la Xina, la Península de Corea i el Japó.

## Observacions
És inofensiu per als humans.